# Lytechinus panamensis
Lytechinus panamensis is een zee-egel uit de familie Toxopneustidae.
De wetenschappelijke naam van de soort werd in 1921 gepubliceerd door Theodor Mortensen.